# آخر شب با شیطان
آخر شب با شیطان (به انگلیسی: Late Night with the Devil) یک فیلم ترسناک فراطبیعی محصول سال ۲۰۲۳ به نویسندگی، کارگردانی و تدوین کامرون و کالین کایرنز است و دیوید دستمالچیان، لورا گوردون، ایان بلیس، فایسال بازی، اینگرید تورلی، ریس اوتری، جورجینا هگ و جاش کونگ تارت در آن ایفای نقش می‌کنند. این فیلم که به عنوان یک ویدئوی پیداشده با یک پیش‌درآمد مستند ساخته شده است، بر یک اپیزود برنامه گفتگوی شب هالووین در سال ۱۹۷۷ تمرکز دارد که در آن مجری، جک دلروی جاه طلب، یک دختر ظاهراً تسخیر شده را به برنامه دعوت می‌کند تا رتبه‌بندی را افزایش دهد.
این فیلم محصول مشترک بین‌المللی استرالیا، ایالات متحده و امارات متحده عربی، آخر شب با شیطان اولین نمایش جهانی خود را در جشنواره فیلم جنوب از جنوب غربی در ۱۰ مارس ۲۰۲۳ داشت. این فیلم بازخوردهای مثبتی را دریافت کرد. منتقدان، به خاطر بازی‌ها، طراحی تولید و جنبه‌های فنی فیلم را مورد تحسین قرار دادند، اگرچه به دلیل استفاده از هنر تولید شده توسط هوش مصنوعی در سه عنوان تصویر ثابت که در فیلم ارائه شده بود، انتقاداتی نیز دریافت کرد. فیلم در ۲۲ مارس ۲۰۲۴ توسط آی‌اف‌سی فیلمز در ایالات متحده و در ۱۱ آوریل در استرالیا اکران شد. این فیلم برای پخش در شودر در ۱۹ آوریل در دسترس خواهد بود.

## تولید
این فیلم در ملبورن استرالیا فیلمبرداری شد. این فیلم از جلوه‌های ویژه کاربردی، از جمله نمایش عروسکی، همراه با جلوه‌های بصری دیجیتال استفاده می‌کند. این فیلم همچنین از هنر هوش مصنوعی استفاده می‌کند، اگرچه کارگردانان بعداً گفتند که فقط «سه تصویر» توسط هوش مصنوعی تولید شده است.

## بازخوردها
- در وب‌سایت جمع‌آوری نقد راتن تومیتوز از ۱۷۷ نقد منتقد، با میانگین امتیاز ۷٫۹ از ۱۰ مثبت هستند.
- در متاکریتیک، که از میانگین وزنی استفاده می‌کند، بر اساس ۲۲ منتقد، امتیاز ۷۲ از ۱۰۰ را به فیلم اختصاص داد که نشان دهنده نقدهای «به طور کلی مطلوب» است.